# Jacques De Weerdt
Jacques De Weerdt (Mechelen, 31 maart 1867 - Boechout, 9 maart 1942) was een Vlaams architect die bekend staat voor zijn realisaties in art nouveau. Verschillende van zijn panden zijn opgenomen in de inventaris van beschermde monumenten.
De Weerdt studeerde in 1880 af aan de Mechelse academie. Zijn eerste functie als tekenaar was bij de staatsspoorwegen, waar hij onopvallende ontwerpen maakte. Zijn in neorenaissancestijl opgetrokken woning aan de Arthur Sterkckstraat in Antwerpen in 1897 was zijn eerste opmerkelijke ontwerp. Vanaf 1904 ging hij zich toeleggen op ontwerpen in de stijl van de art nouveau. In vergelijking met andere architecten was dat vrij laat, waardoor hij als laatbloeier wordt gezien binnen deze stroming. 
In de Eerste Wereldoorlog vluchtte De Weert naar Rotterdam. Na zijn terugkeer realiseerde hij weinig bouwprojecten meer.
De Weerdt overleed in 1942 in een psychiatrische instelling.

## Stijlkenmerken
De Weerdt liet zich aanvankelijk vooral inspireren door de Brusselse architect Victor Horta, maar ontwikkelde vanaf 1905 een eigen stijl. Hierbij verwerkte hij natuursteen (zoals arduin) met florale, polychrome decoratieve ornamenten, keramiek, metaal, gekleurd glas en ook polychrome mozaïek. Dit ontwikkelde zich tot ontwerpen in neorococostijl, zoals bij zijn eigen woning aan de Lange Van Ruusbroecstraat 6. Hij bouwde verschillende woonhuizen voor Antwerpse burgerij in de wijk Zurenborg, hoofdzakelijk in art nouveau, maar ook in diverse neostijlen.

## Burgerhuizen
- Burgerhuis “Quinten Metsijs”, Cogels-Osylei, naar analogie van het Huis Saint-Cyr
- Architectenwoning, Lange Van Ruusbroecstraat.

## Afbeeldingen

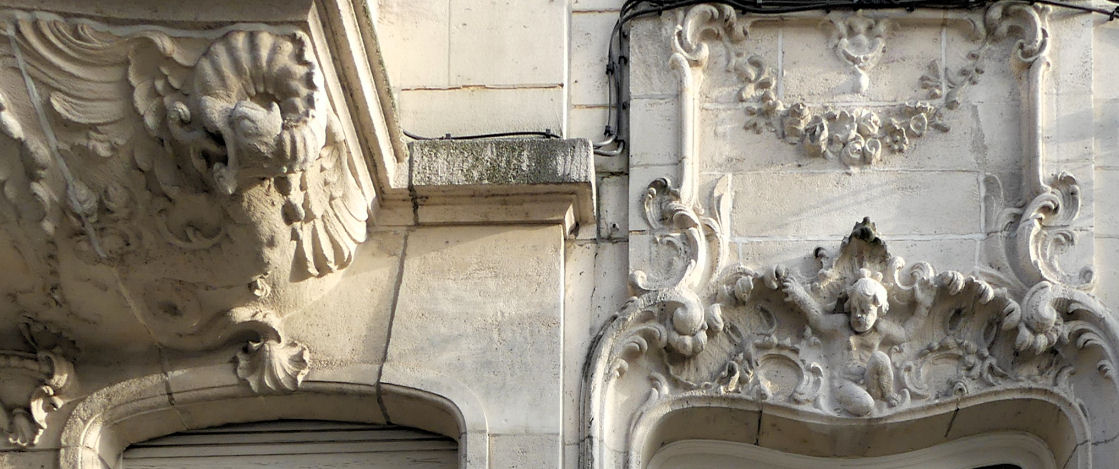
Architectenwoning, Lange Van Ruusbroecstraat
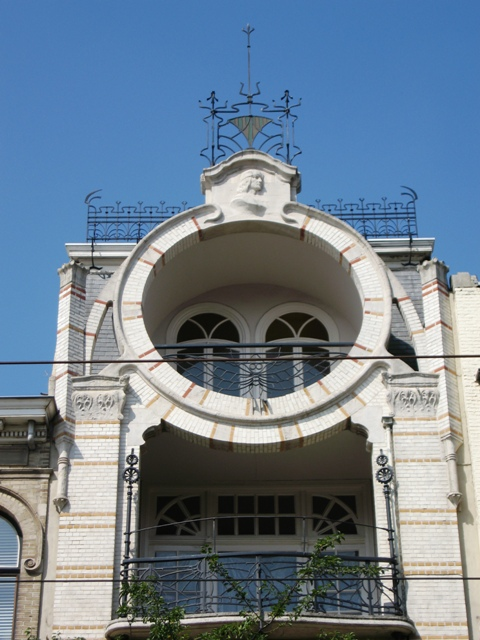
Huis Quinten Matsys, met smeedwerk in metaal.
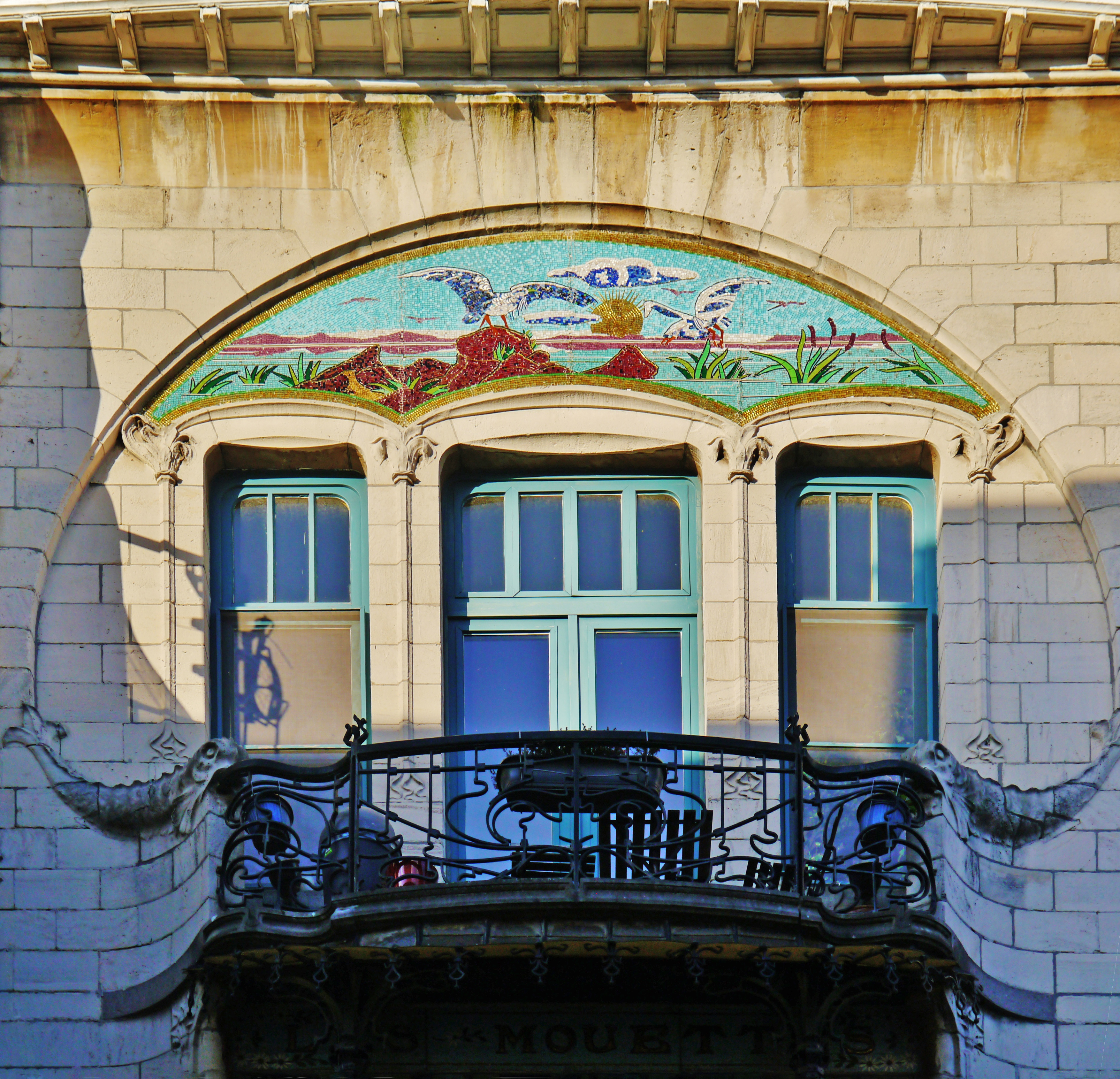
Waterloostraat 4
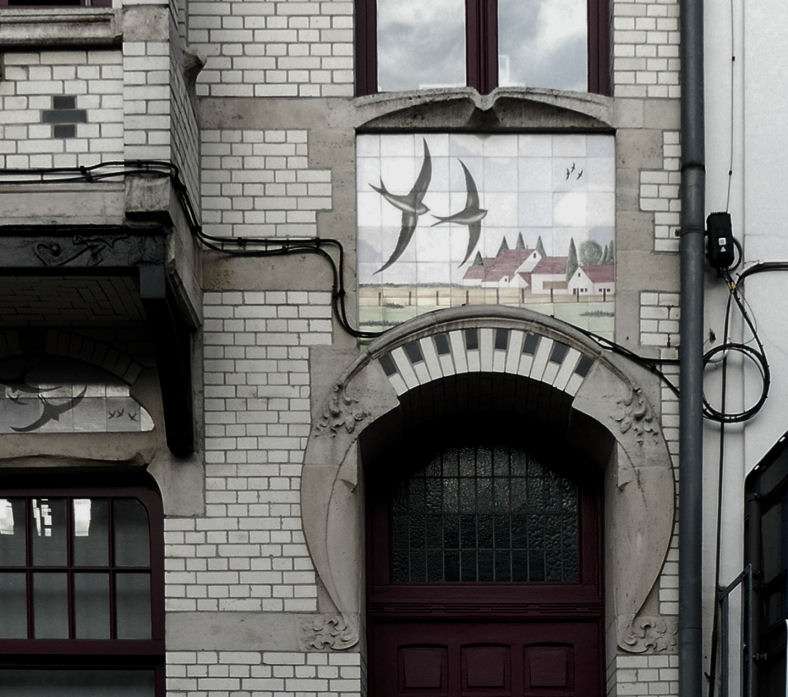
Den Herfst, architectenwoning met ornamenten in keramiek.